# A. & S. Segall
A. & S. Segall war ein renommiertes Rauchwarenhandels- und Pelzkonfektionsunternehmen in Berlin, 1868 gegründet von den Brüdern Adolf Segall und Samuel (Salomon?) Segall.

## Firmengeschichte

Segall-Modelle
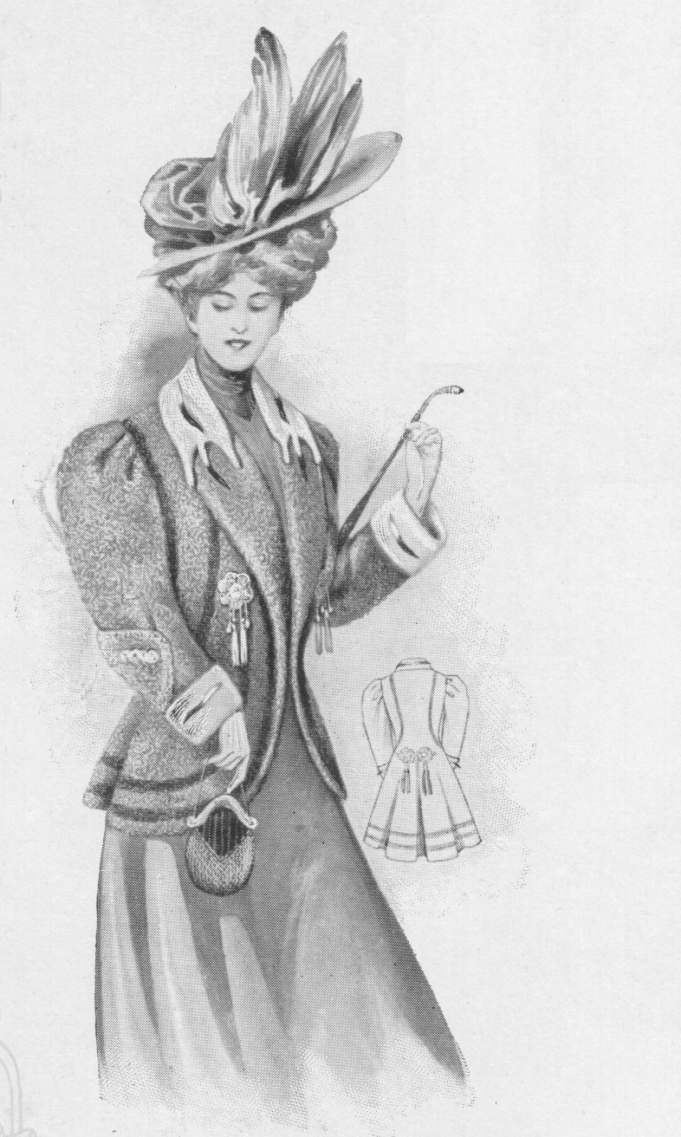
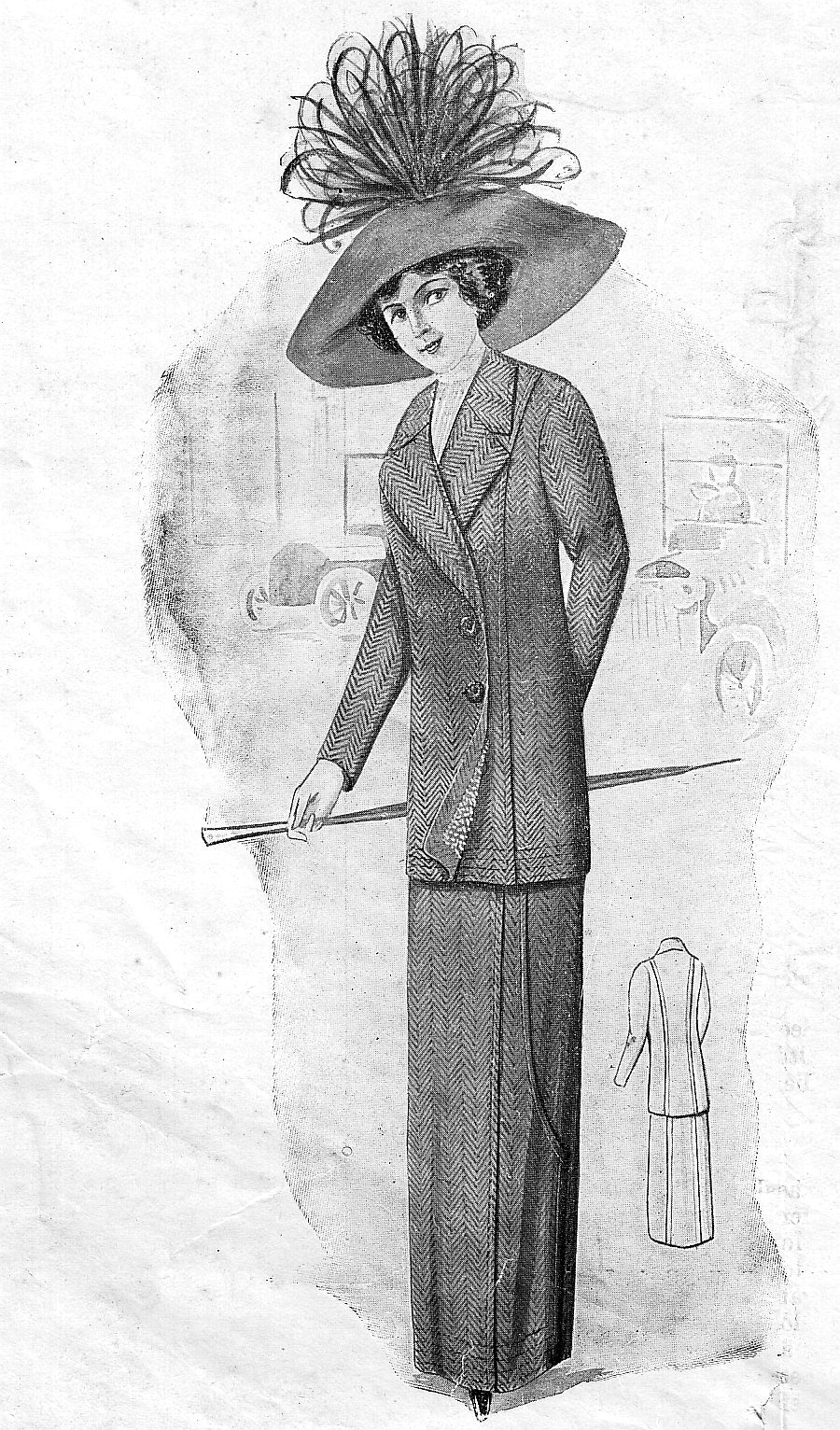
1912
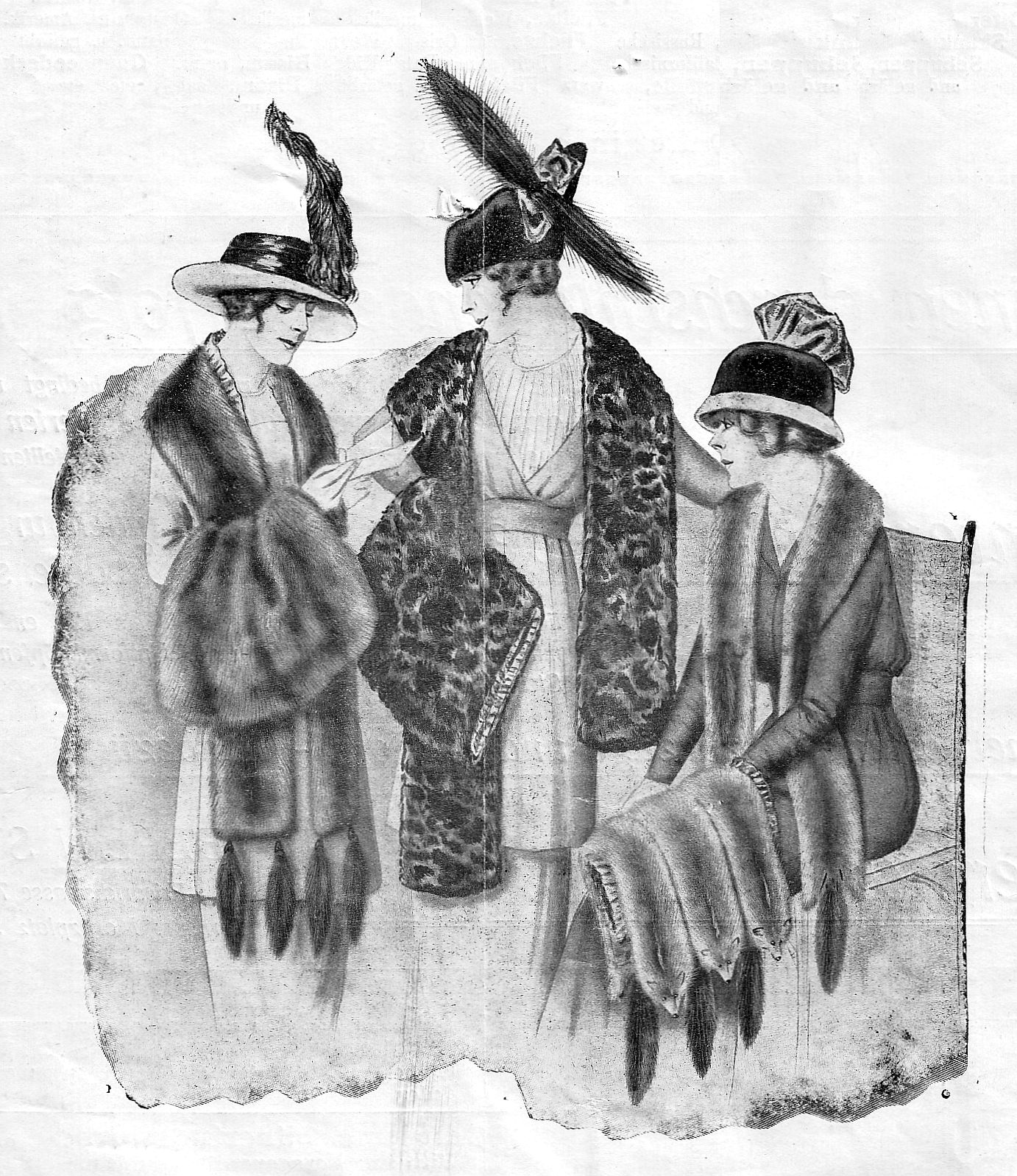
1915

Das Adressbuch von 1860 verzeichnet bereits, vor dem später genannten Gründungsdatum, einen Kaufmann K. L. Segal (in der Schreibweise mit einem „l“), Verkauf von „Fellen und Rauchwaaren“, auf der Alexanderstraße 50. Das von 1870 nennt M. Segall, mit der Privatadresse Kommandantenstraße 40 und dem Geschäftslokal im Berliner Konfektionsviertel um den Hausvogteiplatz auf der Niederwallstraße 33.  Im Jahr 1885 ist das Unternehmen A. & S. Segall auf der Berliner Niederwallstraße, jetzt Nr. 17, außer als Pelzwarenfabrik auch als Fabrik für Posamenten verzeichnet, eine übliche Verschlussart für bestimmte Uniformen und nebenbei häufig für Pelzmäntel. Eine Anzeige aus dem Jahr 1920 nannte für das Engros- und Detailgeschäft, jetzt auf der Kommandantenstraße 20/21, das Angebot von Stolas, Pelzjackets, Damenmänteln mit Pelzfutter und Herrenpelzen. Im Adressbuch von 1933 ist die Firma auf der Adlerstraße 6 eingetragen, die inzwischen aufgegebene Straße befand sich ebenfalls in der Nähe des Hausvogteiplatzes.
Philipp Manes, der 1944 von den Nationalsozialisten ermordete jüdische Pelzkommissionär und Chronist der Pelzbranche, hat die beiden Gründer Adolf und Samuel Segall noch persönlich kennengelernt:

„Es waren Männer, die anscheinend ein paar Jahrzehnte sich in der Zeitrechnung geirrt, völlig im alten Stil ihr Geschäft beschrieben und dabei trotz alledem vorwärts gekommen sind. Ehrenhafte, fleißige Männer, die nur ihre Arbeit kannten und sicherlich nicht viel Freuden vom Leben hatten, weil sie es nicht zu geniessen wussten.“

Als der junge Paul Poser, „aus Wien kommend, in die Firma eintrat, um die Konfektion zu modernisieren und zu leiten, wurde es ein wenig anders im Hause“. Im Jahr 1908 gingen die Gründer in den Ruhestand, und das Geschäft übernahm der Schwiegersohn Moritz Liebmann (* 1. April 1878 in Groß-Zimmern; † 1932; Sohn des Fellhändlers Heÿum und Mathilde Liebmann, geborene Oppenheimer). Liebmann hatte im März des Jahres Malli Segal geheiratet, beide waren mosaischen Glaubens. Er war „ein halber Amerikaner“. Von 1898 bis 1908 hatte er seinen Wohnsitz in Mexiko-Stadt, wo er Teilhaber und Interessenvertreter für Nordamerika des bekannten Exporthauses Herz und Schaberg war. In dieser Eigenschaft bereiste er die gesamten Vereinigten Staaten, Erfahrungen, die seinem neuen Arbeitsbereich zugutekamen. Er verlegte die Firma im Jahr 1909 auf die Kurstraße 47–48 in größere und modernere Räume.

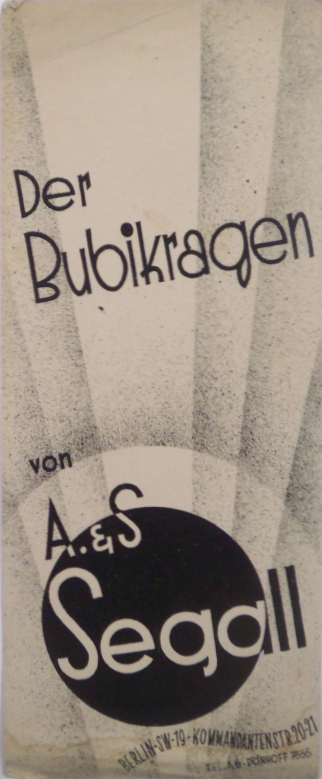
Firmenprospekt „Der Bubikragen“ von A. & S. Segall

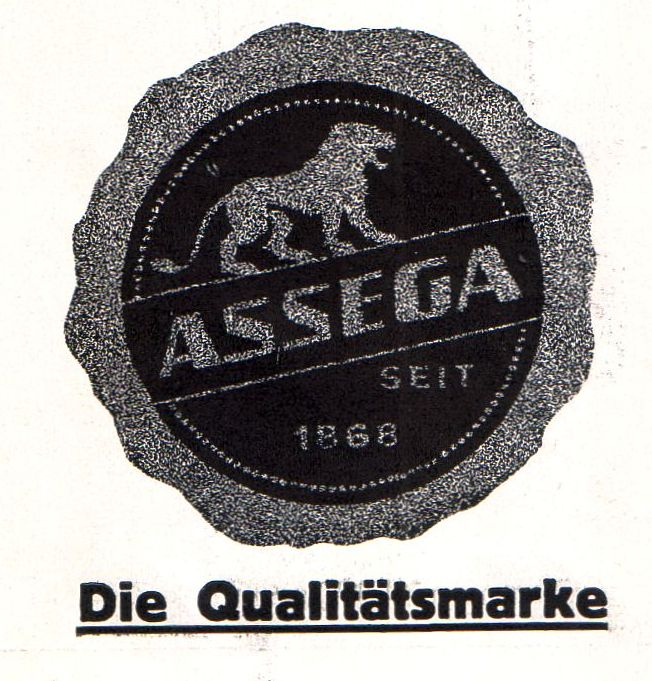

Als Warenzeichen und Qualitätsmarke hatte sich die Firma „ASSEGA“ eintragen lassen. In den Jahren 1925 und 1926 reiste Moritz Liebmann, jeweils zusammen mit seiner Frau, zum Einkauf nach Amerika. Manes bezeichnete ihn als „ein durchaus moderner Kaufmann, der die veraltete Firma zuerst aus dem Dunkel unmöglicher Räumlichkeiten erlöste und in eine grosse, moderne, helle Etage zog“ (Kommandantenstraße 20/21). Als einer der ersten in der Pelzkonfektion versandte er aufwändig gestaltete Kataloge an seine Kunden, als Neuheit sogar „unter Zuhilfenahme von Farbe“.  Philipp Manes schrieb weiter:

„Dort dehnte und weitete sich das Unternehmen und zählte sehr bald mit zu den ersten der Branche. Dann nahm er sich noch während des Krieges einen der tüchtigsten Reisenden als Mitarbeiter, Hermann Wolff, der für Mayer & Co. tätig war, vordem im Brüsseler Geschäft vielseitige Erkenntnisse sammelte. 1921 wurde er Teilhaber.
Ein kleiner, energischer, zielbewusster Mann, der es verstand, sich in den Kreisen des Brühl Ansehen und Beliebtheit zu erwerben. Er war ganz und gar nicht aus dem Holz geschnitten, aus dem sich sonst die Händler in langsamem Wachsen formten. Aus anderen Kreisen stammte er, in denen Geisteswissenschaften gepflegt wurden. Er hatte viel Neigung zur Kunst, sein Haus barg schöne alte Bilder, Möbel und Bücher.
Diesem Milieu entsprach auch sein Auftreten. Kurz, klar und entschieden sagte er seine Meinung, selten, dass er sie ändern musste. Er liess mit sich reden, war nicht stur in seinen Ansichten. Wohin er kam – London – Paris – Moskau – er galt als ein Mann, mit dem man rechnete.“

Moritz Liebmann starb 1932 überraschend und früh an einem Herzschlag. Hermann Wolff führte die Firma allein weiter, bis Fritz Steiner, der Schwiegersohn von Moritz Liebmann, die Verkaufsreisen ins Ausland übernahm. Der einzige Sohn Liebmanns, Alfred Liebmann, trat 1924 als Lehrling in die Firma ein. Nach seiner Ausbildung reiste er im In- und Ausland und leitete die sehr bedeutende Filiale in Mailand bis zu ihrer Auflösung. Ein bewährter Stab von Mitarbeitern, zum Teil waren sie bis über 30 Jahre in der Firma, sorgte für die prosperierenden Abteilungen Konfektion und Fellhandel.
Nach der großen Inflation hatte sich Hermann Wolff sehr intensiv der Rauchwarenmanipulation zugewandt, das ist der Einkauf von Rohfellen, deren Zurichten (gerben) und eventuell veredeln lassen, bis hin zum Aufteilen in bedarfsgerechte Kürschner-Sortimente und Fellbunde und deren Verkauf. Die Rohware kam aus Russland oder vom Londoner Zwischenhandel mit seinen Auktionen. Die Zickelfabrikation „wurde ganz groß aufgezogen“.
Der trotz des Exodus seiner Branchenkollegen in Deutschland verbliebene Philipp Manes umschrieb vorsichtig die Vertreibung des jüdischen Inhabers, bevor Manes im Konzentrationslager ermordet wurde:

„Es wurde Hermann Wolff unendlich schwer, die Leitung des Unternehmens 1938 aus der Hand zu geben, mit ganzem Herzen hing er an dem, was er und seine Mitarbeiter geschaffen. Er zögerte lange, und immer wieder hoffte er auf Fristverlängerung.
Vergeblich - er musste Abschied nehmen von der Firma und allen, die mit ihm stets in Harmonie gearbeitet.
In London hat er ein Kürschnerfachgeschäft aufgebaut, das sich gut entwickelte und für das er unermüdlich tätig war, um es aus kleinsten Anfängen hochzubringen.
Die Firma A. & S. Segall wurde von Erich Bernd Reichow übernommen und übersiedelte - ausquartiert - in die Seydelstrasse [Nr. 8-9, Pelzwarenfabrikation, Rauchwaren].“

Anlässlich der Verlegung eines Stolperstein für Moritz Liebmanns Sohn Alfred Liebmann (2. Januar 1909; † 24. Mai 1944) wurde für diesen eine kurze Biografie publiziert. Alfred kam am 2. Januar 1909 in Berlin als Sohn des Fabrikbesitzers Moritz Liebmann und dessen Frau Malli geborene Segal (auch Segall geschrieben) zur Welt. Laut dieser Biografie ließ seine Mutter sich scheiden und heiratete in der Folgezeit den Pelzwarenfabrikanten Abraham Tausk (* 28. Februar 1874 in Kolmar; † 7. März 1942 im Ghetto Łódź). Nicht erwähnt wird, dass Moritz Liebmann zum Zeitpunkt der Wiederverheiratung bereits etwa zwei Jahre verstorben war, in der Heiratsurkunde wird sie als Witwe bezeichnet. Der Kürschner Alfred Liebmann wohnte mit Mutter und Stiefvater seit 1939 in der Sybelstraße 35. Von 1933 bis 1935 stand er im Berliner Adressbuch als Kaufmann mit der Anschrift Alexandrinenstraße 105/106. Dieser auch Sandmannshof genannte Gebäudekomplex in Kreuzberg beherbergte zahlreiche Gewerbebetriebe, Handelsvertretungen, Kleinfabriken und Büros, darunter lange Zeit auch die Firma A. & S. Segall, Pelzwarenfabrik und Rauchwarenhandlung. Alfred Liebmann wurde als Mitinhaber geführt.

1925
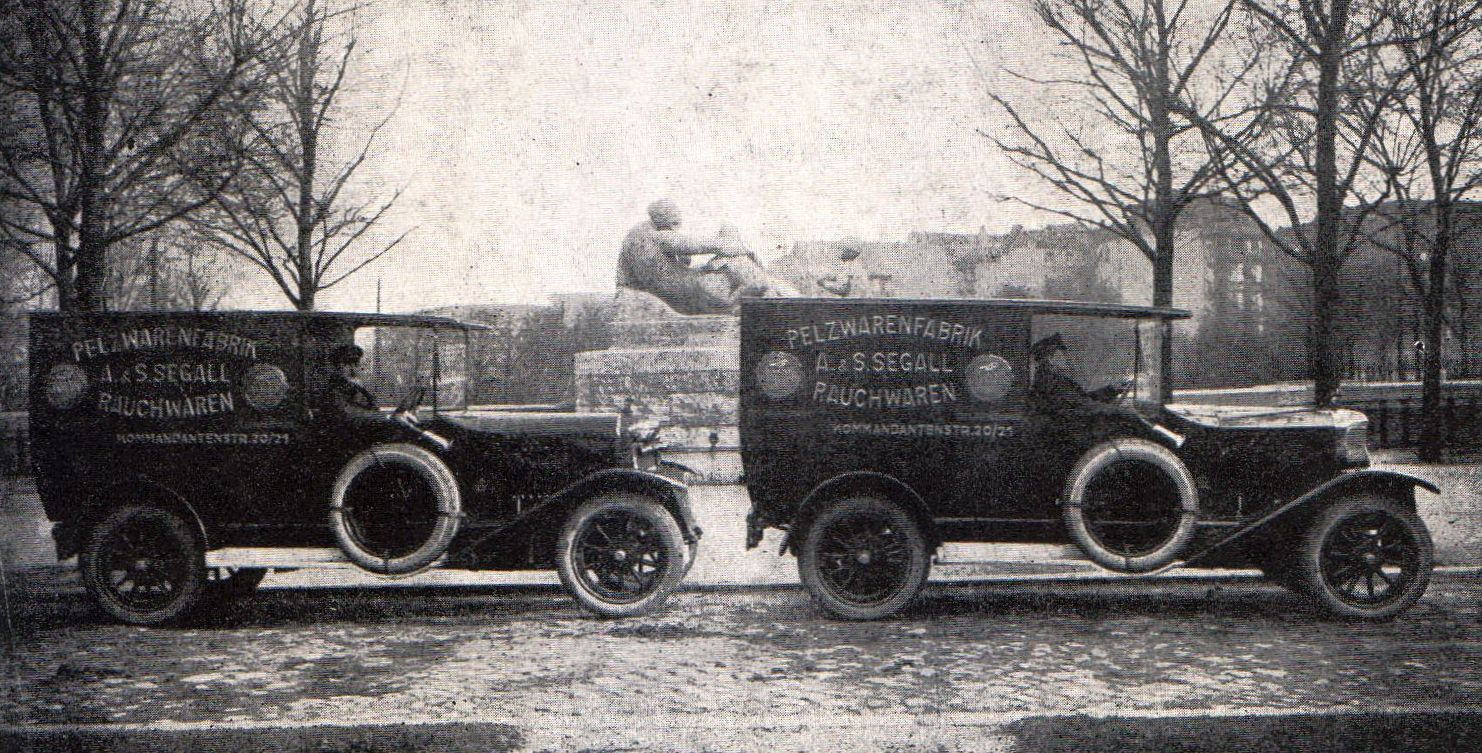
Zwei Lieferwagen
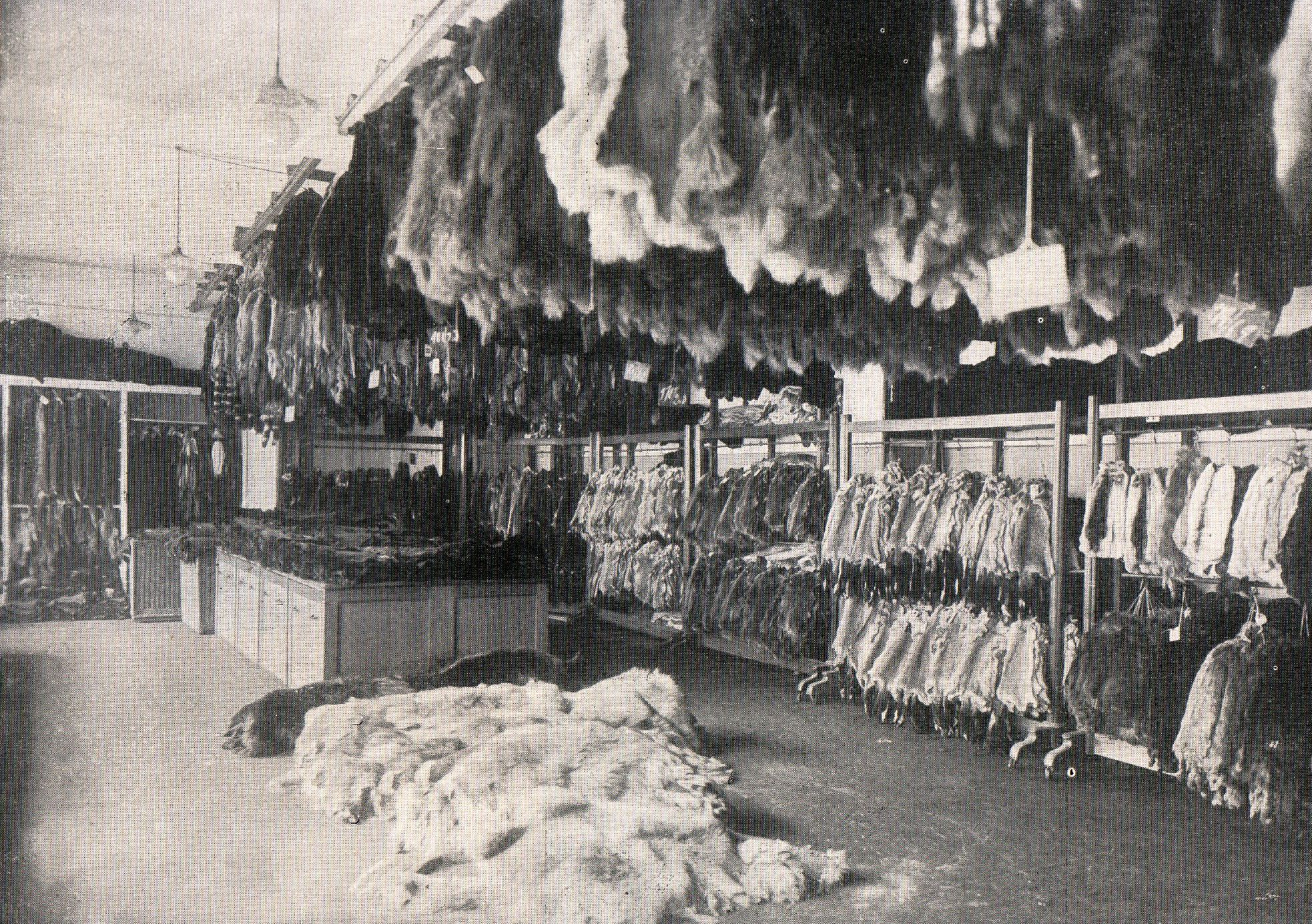
Teil des Felllagers

- Segall-Modelle
- 1912
- 1915

## Verfolgung und Ermordung im NS-Staat

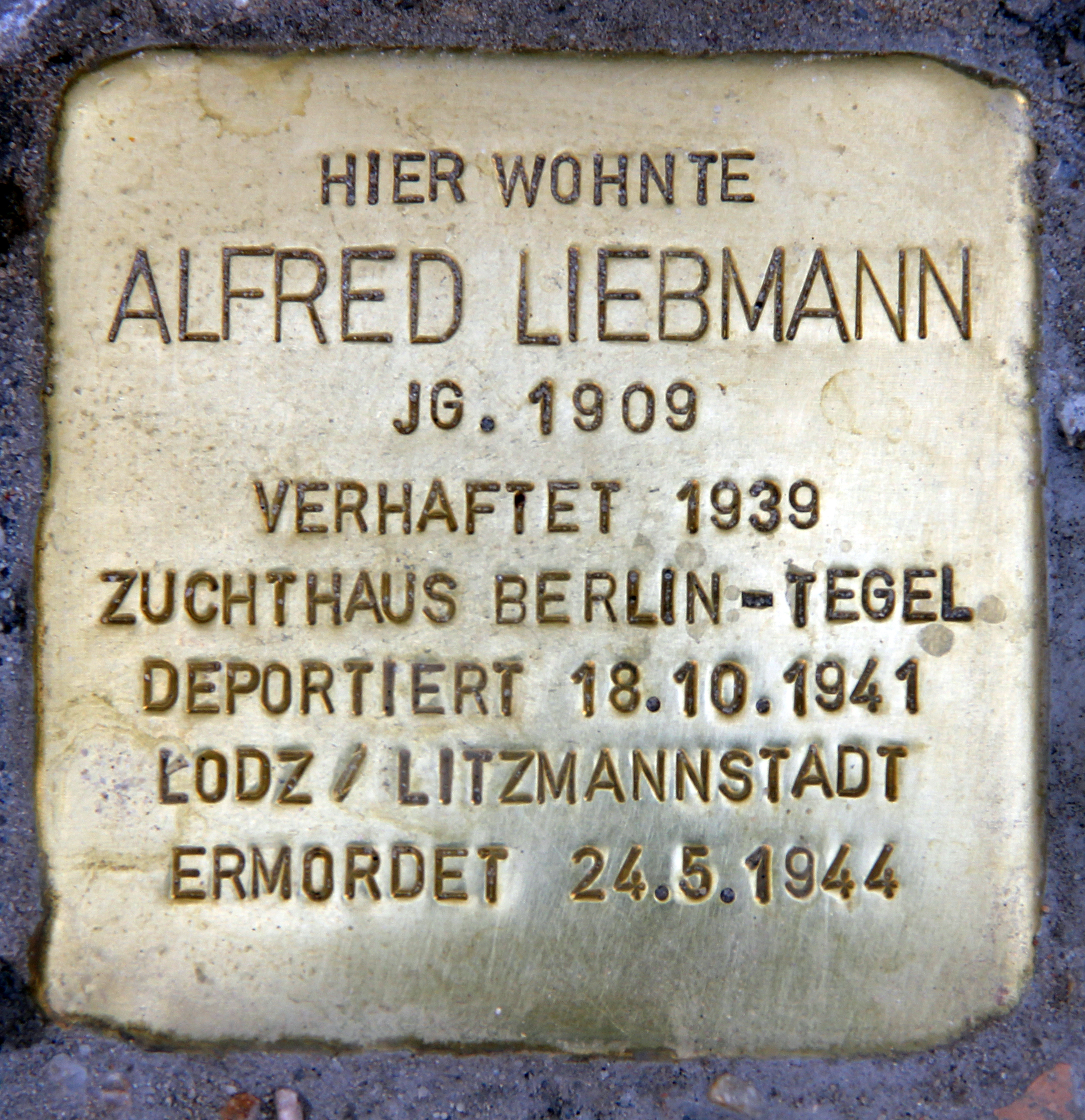
Stolperstein:
„Hier wohnte Alfred Liebmann
Jg, 1909
verhaftet 1939
Zuchthaus Berlin-Tegel
deportiert 18. Okt. 1941
Lodz/Litzmannstadt
ermordet 24. Mai 1944“

Im Jahr 1939 wurde Alfred Liebmann verhaftet und in das Strafgefängnis Berlin-Tegel verbracht. Weder der Grund noch die Dauer seiner Haft sind bekannt. Jedenfalls musste er anschließend Zwangsarbeit in der Uniformfabrik Gebr. Pluskiewitz, Große Frankfurter Straße 101, verrichten. In seiner Vermögenserklärung stand „Lohnempfänger“. Als er am 12. Oktober 1941 in der Synagoge Levetzowstraße, zu der Zeit Sammellager für zur Deportation bestimmte Juden, seine Vermögenserklärung ausfüllen musste, ließ er unter anderem als seinen Besitz eintragen: ein 20-bändiges Meyer’s Lexikon „komplett“ und zwei Bände der Weltgeschichte von Georg Weber sowie eine Schreibmaschine, ein Schifferklavier und außer sechs Straßenanzügen auch einen Skianzug. Nach seinem Vermögen befragt, gab er Konten bei der Commerzbank und einer Privatbank in der Ritterstraße 38 an und fügte, wortgleich wie sein Stiefvater Abraham Tausk, an: „Bei der Kürze der mir zur Verfügung stehenden Zeit, zumal die Commerzbank am Sonnabend ab 2 Uhr geschlossen ist, vermag ich nicht die Höhe meines Bankkontos und meiner Wertpapiere, welche sich im Depot befinden, anzugeben.“ Er besitze 196 Reichsmark Bargeld. Sein ganzer Besitz wurde am 28. Oktober 1941 mit dem seiner Mutter und seines Stiefvaters öffentlich versteigert. Die Wohnung wurde am 3. November 1941 „geräumt“. Das Finanzamt eignete sich alle Wertpapiere an und erlöste bis 1944 einen „Überschussbetrag aus der Veräußerung“ von 12.984,20 Mark. Alfred Liebmanns Vermögen bezifferte der zuständige Berichterstatter, Steuerrat Müller, auf 68.697 Reichsmark.
Am 18. Oktober 1941 wurde Alfred Liebmann zusammen mit Abraham und Malli Tausk mit dem ersten vom Gleis 17 des Bahnhofs Grunewald abgehenden Osttransport mit 1013 Menschen ins Ghetto Litzmannstadt deportiert. Am 24. Mai 1944 ist er dort im Alter von 35 Jahren ermordet worden.

## Personalien

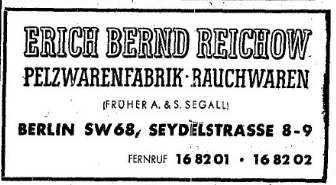
Anzeige des Nachfolgers Erich Bernd Reichow „Früher A. & S. Segall“ (1943)

- Malli Liebmann, (* 19. April 1883 in Berlin; † 17. Juli 1942 im Ghetto Łódź), geborene Segal, heiratete, nachdem ihr Mann Moritz Liebmann 1932 gestorben war, im Jahr 1934 erneut und hieß jetzt Tausk. Am 18. Oktober 1941 wurde Malli aus Berlin; Bleicher Weg 4, deportiert. Am 17. Juli 1942 starb sie im Ghetto Łódź. Als Todesursache wurde Fussgangrän angegeben.[21][22][23]
- Der Fellhändler Salomon Liebmann  (* 2. Februar 1871 in Groß-Zimmern; † 27. Juli 1950 in New York) aus Aschaffenburg, ein Bruder von Moritz Liebmann, heiratete in Höchst im Odenwald am 25. Januar 1899 die Mathilde Oppenheimer, beide israelitischer Religion. Ihr Vater war der Pelzhändler und Gelatinefabrikant Max Oppenheimer, die Mutter Rosa, eine geborene Grünkorn.[24] Am 14. Mai 1941 emigrierte Salomon in die USA.[25] Salomon und Mathilde Liebmann hatten eine Tochter und zwei Söhne, zwei Kinder starben im Alter von 5 beziehungsweise 6 Jahren. Ihr Sohn Manfred Liebmann starb am 9. Juli 1997 in New York.
- → Hauptartikel: Adolf Feldmann

Der Kürschner Adolf Feldmann (* 4. April 1860 in Unruhstadt, † Ende 1933) war nach seiner Lehre bei seinem Onkel in Unruhstadt und nach seiner Wanderschaft über Ratibor (Firma Schareck), über Breslau und Zwickau nach Leipzig (Firma Theodor Pfeiffer), mit Abstechern nach Hildesheim, letztlich nach Berlin gezogen. Er machte seine Meisterprüfung und verheiratete sich.
Anstellung fand er bei A. & S. Segall, wo er Werkmeister wurde. Gleichzeitig begann er sich erheblich innerhalb der Branche zu engagieren. Schon vorher war er der gerade beginnenden Kürschnerbewegung beigetreten und Mitglied des neu gegründeten „Fachvereins der Kürschner“ geworden. Er trat aus dem Fachverein wieder aus und gründete die noch 1942 bestandene Vereinigung der Mützenbranche.
Im Jahr 1900 machte er sich selbstständig. Viel Zeit verwendete er trotzdem im Engagement für seine Kollegen. In den großen Berliner Tarif- und Organisationskämpfen des Jahres 1905 setzte er seine Absicht durch, die Kürschner-Zwischenmeister in einer eigenen Organisation zusammenzufassen, um ihre besonderen Interessen gegenüber den Pelzfabrikanten und den Gesellen besser vertreten zu können und rief dafür den Verein selbständiger Kürschner ins Leben. Nach seinem Beispiel und mit seiner Unterstützung folgten ähnliche Vereinigungen in Leipzig, Schkeuditz und Weißenfels, auch die verwandte Mützenbranche folgte mit ähnlichen Organisationen. Im Jahr 1919 gelang es Feldmann, alle Einzelzusammenschlüsse in dem Reichsverband selbständiger Kürschner und Mützenmacher Deutschlands zu vereinen. Nebenher gründete er die Berliner Kürschner-Zeitung und wirkte entscheidend mit bei der Gründung einer Sterbekasse, der Rentenzuschusskasse und der Einkaufsgenossenschaft der selbständigen Kürschner und der Gründung des Reichsverbandes des deutschen Lohngewerbes. Anlässlich der weltweit einmalig gebliebenen Ereignisses der Pelzbranche, der Internationalen Pelzfach-Ausstellung – IPA im Jahr 1933 in Leipzig bereitete er eine Tagung aller Hausgewerbetreibenden, Stückmeister und Kammermeister der Pelzbranche vor.
Im Alter von 70 Jahren arbeitete Adolf Feldmann noch tatkräftig im eigenen Betrieb mit, inzwischen unterstützt von seinem Sohn. Er war weiterhin in den Verbänden tätig, noch immer führte er die Tarif- und sonstigen Verhandlungen seiner Fachverbände und leitete die Versammlungen seiner Kollegen. Seine Verbandsmitarbeit endete mit der Umstrukturierung der Handwerksorganisationen nach der Machtübernahme durch die Nationalsozialisten im Jahr 1933: „Mit der Auflösung der Verbände ging sein Lebenswerk in Trümmer. Er überlebte diese so plötzliche Abkehr von dieser ihn so ganz erfassenden und ausfüllenden Tätigkeit nicht lange. Zu seinem 70. Geburtstage konnte der Saal im Lehrervereinshaus, der alten Kampfstätte, die Erschienenen nicht fassen, als man ihm, dem Vorsitzenden, ein Bankett gab. - Auf dem Friedhof folgten nur wenige seinem Sarge.“
- Paul Poser stammte aus einer Krakauer Kürschnerfamilie, alle fünf Söhne verließen nach ihrer Ausbildung ihre Heimatstadt. Josef Poser († 1926), der Älteste, gründete in Leipzig ein Fellhandelsunternehmen, bis zum frühen Tod unterstützt vom zweiten Bruder Siegfried Poser.  Paul bildete sich in Wien und Paris als Kürschner weiter und kam schließlich, jetzt als Konfektionär, zu A. & S. Segall, zu der Zeit noch von den beiden alten Gründern geleitet. Er strukturierte das völlig unmoderne Geschäft um und brachte eine geschmackvolle Kollektion heraus. Er war gerade so weit, dass er Teilhaber werden sollte, als ihn sein Bruder nach Leipzig holte.[27]

In Leipzig „hatte der weitblickende Josef Poser ein Unternehmen in jahrelanger intensivster Tätigkeit auf fester Grundlage aufgebaut, das in seiner planvollen Gestaltung nicht seines Gleichen am Brühl besass“. Der Rauchwarenhandel ernährte jetzt drei der Brüder. In London errichtete man jedoch ein eigenes Geschäft, das dem jüngsten Bruder Jack Poser unterstellt, sich ebenfalls schnell positiv entwickelte.  In Leipzig erwarb man das Grundstück Brühl 45. Der fünfte Bruder, Heinrich Poser, betätigte sich nun als Felleinkäufer in den nordischen Ländern. Die oberste Leitung aller Unternehmungen oblag, von seinen Brüdern anerkannt, beim Ältesten Josef. Er war von ihnen „der kühlste, selbstsicherste und kenntnisreichste Kopf, der Menschen und Dinge voraussehend zu beurteilen verstand“.
Nach Josef Posers Tod wurde die Firma nicht weitergeführt. Siegfried, Paul und Heinrich trennten sich und etablierten jeder ein eigenes Unternehmen. Sie bauten das Grundstück auf dem Brühl modern aus. Der nach der Richard-Wagner-Straße durchgehende Teil wurde auf Kosten des Mieters Alex Reschofsky, eine der damals ältesten Firmen der deutschen Pelzkonfektionäre (gegründet 1865), zum Hochhaus aufgestockt. Die Führung übernahm Paul Poser, der sich auf vielen Gebieten betätigte. Im Ersten Weltkrieg hatte er eine große, weitreichende Stellung bei der österreichischen Armee-Intendantur verwaltet. Dort hatte er sich durch sein Organisationstalent große Verdienste um die Logistik erwiesen. In Leipzig setzte er diese Fähigkeiten für den Fachverband ein, er schuf eine Kreditauskunftstelle und gehörte dem Vorstand an. Paul sammelte wertvolle Gemälde und besaß eine Büchersammlung aller Wissensgebiete. Er war maßgeblich am Aufbau der Internationalen Pelzfach-Ausstellung IPA beteiligt: „Den »Meistersaal«, Mittelpunkt der Ausstellung, hat er als sein eigenstes Werk geschaffen“.
Siegfried und Heinrich waren nüchterner, aber sehr zuverlässige Geschäftsleute. Vom Pelzmarkt London aus versorgte Jack die drei brüderlichen Betriebe. Paul Poser kaufte ein großes Pelzveredlungsunternehmen in Taucha. Die Leitung eines solchen Unternehmens als „Nebenbeschäftigung“ erwies sich jedoch als zu schwierig, sehr bald verkaufte er es an Felix Rosenfelder, der es unter dem Namen Tarag weiterführte, und zuerst Kanin und dann Fohlenfelle färbte.
Wie bisher schon, so auch beim Herannahen des die jüdischen Inhaber bedrohenden Nationalsozialismus, wussten „die Posers die Zeichen der Zeit zu deuten“. Als Erster verließ Siegfried den Brühl, ein Jahr später folgte Paul und zuletzt Heinrich. „Sie hatten gut gehende Geschäfte in London, und ihre vielen Kunden aus allen Ländern durften nun von den alten Lieferanten die gewohnte Ware ab London kaufen.“
- Willy Preis war mit Paul Poser bekannt, der ihm half, geschäftlich vorwärts zu kommen. In der Kurstraße wurde Preis in größeren Räumen Fabrikant. Nach einigen Jahren war jedoch nach etlichen Zahlungseinstellungen kein Kapital mehr vorhanden und er schuldete Poser etwa 185.000 Mark. Dieser gab den Betrag jedoch nicht verloren. Er ernannte Preis zu seinem alleinigen Vertreter für Berlin, garantierte ihm ein bestimmtes Einkommen, alles darüber musste er abliefern, was für Paul Poser zu einem noch erträglichen Verlust verhalf.

„Nach dem Aufhören der Poserschen Firma erhielt Preis die Alleinvertretung von Gebr. Felsenstein mit grossem Berliner Lager. Als dieses 100jährige Haus sich auflöste, ging Preis, der lebenslang Zionist gewesen, nach Tel Aviv und fuhr von dort bis Kriegsausbruch zweimal jährlich zum Einkauf nach London.“

- Frau Seibel diente zusammen mit ihrer Schwester zwei Generationen lang der Pelzbranche. Margarete Seibel, ihre jüngere Schwester war zuerst in der Firma J. Biermann auf der Wilhelmstraße tätig, dann bei Heymann & Felsenburg am Spittelmarkt, wo sie während der Kriegszeit Prokura erhielt und mit Einrichten, Ausgabe und Verkauf beschäftigt war und die Fellabteilung betraute. Nach Auflösung des Unternehmens kam sie zu Brager & Janowski, wo sie die gesamte Fabrikation leitete. Die Ältere, Frau Seibel, war viele Jahre buchhalterische Kraft bei Levy & Salinger, bei denen sie die überaus schwierigen Devisenabrechnungen durchführte. Bei A. & S. Segall übernahm sie anschließend für 25 Jahre die gleichen Arbeiten.[30]
- Frau Flake leitete über 25 Jahre bei A. & S. Segall das gesamte Kontor, „bei dem Riesenumfang dieser vielverzweigten Verbindungen eine Glanzleistung“. Im Jahr 1942 war sie Prokuristin in der Firma Hanns Bisegger.[31]